# Lo zoo di vetro
Lo zoo di vetro (The Glass Menagerie) è un'opera teatrale di Tennessee Williams. La prima avvenne a Chicago nel 1944. La trama della drammatizzazione espande quella di un racconto del 1934 dello stesso Williams, dal titolo Ritratto di una ragazza di vetro (Portrait of a young girl in glass).

## Trama
All'inizio del dramma Tom, che è sia il protagonista che il narratore della storia, si rivolge direttamente al pubblico spiegando che si tratta di un suo ricordo della madre Amanda e della sorella Laura.
New Orleans, fine degli anni '30 del XX secolo, appartamento di Amanda.
Amanda ha cresciuto i suoi due figli da sola, dopo che suo marito li ha abbandonati. La donna, volitiva ed energica, viene dagli Stati del Sud, dove era ammirata per la sua bellezza, e prova ancora rimorso per aver lasciato tutto e aver seguito suo marito. Il suo rapporto con Tom e Laura oscilla tra il tenero e l'eccessivo; in particolare la donna si preoccupa del futuro di Laura, resa zoppa da una malattia e pertanto introversa e chiusa: ella si è chiusa in un mondo di illusioni e passa tutto il suo tempo ad ascoltare vecchi dischi, leggere romanzi e soprattutto accudire una collezione di animaletti in vetro. Anche Tom, che lavora in una fabbrica di scarpe per mantenere Laura e Amanda, non sopporta la vita noiosa e banale che conduce (nonché la morbosa presenza della madre); egli tenta senza successo di diventare un poeta, e cerca conforto recandosi al cinema a tutte le ore della notte per vivere delle avventure almeno con la fantasia. Questo scatena l'ansia di Amanda, che teme suo figlio sia alcolizzato come il padre.
Un giorno Amanda scopre che Laura, a causa della sua timidezza, ha lasciato il corso da segretaria che stava seguendo. In passato era accaduta la stessa cosa per il liceo. La donna diventa allora ossessionata dall'idea di trovarle un marito che le garantisca un futuro sereno; la ragazza non ha però alcun interesse nel trovare eventuali corteggiatori, così sua madre prega Tom di trovarle un pretendente. Per liberarsi dalle pressioni di sua madre, Tom invita così Jim, un amico di vecchia data e suo collega. Amanda si dedica completamente all'allestimento della cena; quella sera però Laura riconosce in Jim altri un ragazzo che ai tempi del liceo le piaceva moltissimo, così all'arrivo del ragazzo viene soggiogata dalla timidezza e non riesce nemmeno a sedersi con gli altri a cena.
Durante la cena, improvvisamente la luce va via (Tom si è così disinteressato alla famiglia che aveva scordato di pagare la bolletta). Con uno stratagemma Amanda riesce a fare in modo che Laura e Jim rimangano da soli al buio. I due ragazzi si trovano così a parlare a lume di candela, e pian piano Jim riesce a vincere la ritrosia di Laura, che gli confessa quanto lui le piacesse in passato. Jim, con molta tenerezza, dice che i suoi problemi sono causati esclusivamente dalla sua insicurezza, e che lei dovrebbe prendersi maggior cura di sé perché la trova una splendida ragazza. I due si trovano così a danzare insieme, ma con un brusco movimento Jim fa cadere un unicorno di vetro che fa parte della collezione di Laura, spezzandogli il corno. A quel punto lui la bacia, ma subito dopo le confessa di essere già promesso sposo a un'altra donna. Laura gli dona l'unicorno spezzato come regalo di nozze prima di chiudersi in un doloroso silenzio; al ritorno di Amanda e Tom, Jim se ne va.
Quando Amanda viene a sapere del fidanzamento di Jim, si infuria con Tom perché ritiene che lui ne fosse fin dall'inizio a conoscenza, e lo caccia di casa. Nel soliloquio finale Tom spiega che dopo quella sera lui abbandonò Amanda e Laura e non tornò mai più a casa, anche se il loro ricordo lo aveva tormentato per tutta la vita; chiede così a Laura di "spegnere le candele", ossia di lasciare che lui la possa dimenticare. Mentre lui esce, Laura spegne effettivamente le candele che hanno illuminato la scena.

## Analisi

### Autobiografia e memoria
La prima idea per Lo Zoo di Vetro fu un racconto che Williams scrisse nel 1934, dal titolo Ritratto di una Ragazza di Vetro; esso conteneva a sua volta dei forti riferimenti autobiografici riferibili all'autore stesso. Il protagonista reca addirittura il suo stesso nome (il vero nome di Tennessee Williams era Thomas), mentre il personaggio di Laura si basa sulla vita di sua sorella Rose: a causa di alcuni problemi psichici la ragazza fu sottoposta a un intervento di lobotomia, causando immenso dolore per Williams che le era molto affezionato. Addirittura nella rappresentazione viene spesso detto che il soprannome della ragazza è Blue Rose.
In Laura si cristallizzano anche elementi dello stesso autore: l'introversione e la timidezza erano propri di Tennessee Williams negli anni della sua giovinezza, e l'ossessione per lo zoo di vetro di Laura riflette i sogni e le fantasie dell'autore da giovane. Gli elementi autobiografici del dramma convergono in un unico tema, quello della memoria, che persiste nel corso di tutta la rappresentazione: la storia viene vista attraverso gli occhi di Tom, filtrata dai suoi sentimenti e dai suoi ricordi; i caratteri dei personaggi che gli girano intorno risultano discontinui e grotteschi, come "deformati" dal tempo passato e dalle sensazioni contrastanti nei riguardi di madre e sorella.

### Il rapporto col proprio io
Un altro grande tema del dramma è il rapporto col proprio ego: tre dei quattro personaggi agiscono esclusivamente per il proprio tornaconto personale, travestendolo da azioni altruiste. Tom invita Jim a cena apparentemente per accontentare sua madre e aiutare sua sorella, ma in realtà è un piano orchestrato ad hoc per fuggire da una realtà che gli sta stretta; Amanda sembra voler trovare un marito a Laura e si adopera per riuscirci, ma vuole solo riscattarsi da un matrimonio fallito e da una giovinezza perduta; Jim in un primo momento aiuta Laura e pare addirittura apprezzarla nonostante il suo handicap, invece è già fidanzato e vuole solo approfittare della sua bellezza.
Tom, Amanda e Jim finiscono però per soccombere alle loro stesse mancanze, rimanendo confinati nel loro egoismo e causando danni piuttosto che risolverne. Laura, che è al centro delle finte attenzioni degli altri tre, è l'unica che non mostra atteggiamenti egoistici, anzi più di una volta nel corso del dramma si fa riferimento al suo altruismo e alla sua bontà; in definitiva, quella che sembra essere chiusa in se stessa è quella che invece ha un migliore rapporto col proprio io, ma finisce per venire sottomessa dall'egocentrismo degli altri tre.

### Lo zoo di vetro
Non è un caso che lo zoo di vetro di Laura dia il titolo all'intera opera, poiché esso simboleggia l'intera chiave di lettura del dramma. Esso è l'immagine del mondo interiore di Laura, fatto di fragili illusioni. Non solo: gli animali di vetro sono fragili e apparentemente pacchiani, ma se illuminati dalla giusta luce rivelano tutti i colori dell'arcobaleno: diventano, in pratica, un'immagine di Laura stessa, psicologicamente debole e di aspetto scialbo, ma in realtà più umana e virtuosa degli altri personaggi. Anche in questo caso, in effetti, si verifica una dicotomia tra Laura e gli altri personaggi, che specularmente alla ragazza vivono delle vite banali cercando disperatamente l'apparenza: Tom si rifugia nel mondo del cinema, Amanda sogna il riscatto sociale e Jim si fregia dei suoi successi sportivi e professionali; in realtà sono tutti espedienti per sfuggire alla scontentezza della propria vita.
La lunga scena del dialogo tra Laura e Jim è caricata di un forte simbolismo: Jim rompe il corno dell'unicorno di vetro, la statuetta preferita di Laura, che così diventa un "semplice cavallo" come tutti gli altri; lo stesso oggetto gli sarà poi regalato dalla ragazza. Tutto questo allude alla storia stessa della ragazza: le premure che Jim le usa sembrano trasformarla per un attimo in una ragazza "normale", a scapito della sua unicità, fatta di bellezza e fragilità; ma la "violenza" che si nasconde in queste premure fa sì che la ragazza si rompa come la statuina. Il fatto che lei gliela regali, infine, rappresenta ciò che lei ha perso in tutta la faccenda e ciò che lui le ha tolto con la sua falsità.

## Rappresentazioni
The Glass Menagerie debuttò il 26 dicembre 1944 al Civic Theatre di Chicago, per la regia di Eddie Dowling e Margo Jones, con Laurette Taylor (Amanda Wingfield), Eddie Dowling (Tom Wingfield), Julie Haydon (Laura Wingfield), Anthony Ross (Jim O'Connor).
Dopo 10 settimane di successi la produzione decise il trasferimento a Broadway con lo stesso cast: al Playhouse Theatre dal 31 marzo 1945 al 29 giugno 1946, poi al Royale Theatre dal 1º luglio al 3 agosto 1946, per un totale di 563 repliche.
La prima italiana di Zoo di vetro è avvenuta il 13 dicembre 1946 al Teatro Eliseo di Roma, per la regia di Luchino Visconti, con Tatiana Pavlova (Amanda), Rina Morelli (Laura), Paolo Stoppa (Tom) e Giorgio De Lullo (Jim).

## Adattamenti

### Cinema
Dal dramma sono state realizzate le seguenti trasposizioni cinematografiche:
- Lo zoo di vetro, film del 1950 diretto da Irving Rapper
- Lo zoo di vetro, film del 1987 diretto da Paul Newman

### Televisione
Dal dramma sono state realizzate le seguenti trasposizioni televisive:
- Lo zoo di vetro, riduzione televisiva del 1968 diretta da Vittorio Cottafavi
- Lo zoo di vetro, riduzione televisiva del 1973 diretta da Anthony Harvey